# Johanna Regnath
R. Johanna Regnath (* 1968 in Eichstätt) ist eine deutsche Historikerin. Sie ist seit 2006 Geschäftsführerin des Alemannischen Instituts in Freiburg im Breisgau.

## Leben und Wirken
Johanna Regnath hat in Würzburg, Tübingen und Pisa Geschichte, Deutsch und Italienisch studiert, außerdem Sozialkunde und Empirische Kulturwissenschaften. Von 1996 bis 2006 war sie freiberuflich tätig, unter anderem für die Diözese Rottenburg-Stuttgart und das Landesarchiv Baden-Württemberg. Ihre Forschungsschwerpunkte sind die Landesgeschichte in Baden-Württemberg sowie die Agrar- und die Wirtschaftsgeschichte. Seit 2006 ist Regnath Geschäftsführerin des Alemannischen Instituts. 2008 veröffentlichte sie am Institut für geschichtliche Landeskunde an der Universität Tübingen ihre Doktorarbeit zum Thema Das Schwein im Wald. Vormoderne Schweinehaltung zwischen Herrschaftsstrukturen, ständischer Ordnung und Subsistenzökonomie. Für ihre Doktorarbeit wurde sie 2009 mit dem Gustav-Schwab-Preis ausgezeichnet.
Regnath ist Vorstandsmitglied bei Frauen & Geschichte Baden-Württemberg. 2014 wurde sie als Vertreterin für Deutschland ins sechsköpfige Comité trinational des Netzwerks Geschichtsvereine am Oberrhein gewählt.
2023 wurde sie zum ordentlichen Mitglied in der Kommission für geschichtliche Landeskunde in Baden-Württemberg ernannt.

## Schriften (Auswahl)
Monographien
- Das Schwein im Wald. Vormoderne Schweinehaltung zwischen Herrschaftsstrukturen, ständischer Ordnung und Subsistenzökonomie (= Schriften zur Südwestdeutschen Landeskunde. Bd. 64). Thorbecke, Ostfildern 2008, ISBN 978-3-7995-5264-6.

Herausgeberschaften
- mit Heinz Krieg, Heinrich Schwendemann, Hans-Peter Widmann und Stephanie Zumbrink: Auf Jahr und Tag. Orte im mittelalterlichen Freiburg. Freiburg 2022, ISBN 978-3-7930-9987-1.
- mit Werner Konold und Wolfgang Werner: Kohle – Öl – Torf. Zur Geschichte der Nutzung fossiler Energieträger. Ostfildern 2022, ISBN 978-3-7995-1589-4.
- mit  Bertram Jenisch, Andreas Haasis-Berner und Werner Konold: "Im Krieg ist weder Glück noch Stern". Barocke Festungen, Schanzen und Schlachtfelder am südlichen Oberrhein. Ostfildern 2021, ISBN 978-3-7995-1534-4.
- mit Heinz Krieg, Heinrich Schwendemann, Hans-Peter Wiedmann und Stefanie Zumbrink: Auf Jahr und Tag. Leben in Freiburg in der Neuzeit. Freiburg 2019, ISBN 978-3-7930-5181-7.
- mit Werner Konold und Wolfgang Werner: Bohnerze. Zur Geschichte ihrer Entstehung, Gewinnung und Nutzung in Süddeutschland und der Schweiz. Ostfildern 2019, ISBN 978-3-7995-1430-9.
- mit Jürgen Dendorfer, Heinz Krieg: Die Zähringer. Rang und Herrschaft um 1200 (= Veröffentlichung des Alemannischen Instituts, Nr. 85), Ostfildern 2018, ISBN 978-3-7995-1296-1.
- mit Heinz Krieg, Hans-Peter Widmann, Stephanie Zumbrink: Auf Jahr und Tag. Leben im mittelalterlichen Freiburg (= Schlaglichter regionaler Geschichte, Bd. 3), Freiburg 2017, ISBN 978-3-7930-5161-9.
- mit Werner Konold: Gezähmte Natur. Gartenkultur und Obstbau von der Frühzeit bis zur Gegenwart (= Veröffentlichung des Alemannischen Instituts, Nr. 84), Ostfildern 2017, ISBN 978-3-7995-1268-8.
- mit Christiane Pfanz-Sponagel, Heinrich Schwendemann, Hans-Peter Widmann: Auf Jahr und Tag. Freiburgs Geschichte in der Neuzeit (= Schlaglichter regionaler Geschichte, Bd. 2), Freiburg 2015, ISBN 978-3-7930-5134-3.
- mit Sigrid Hirbodian, Sheilagh Ogilvie: Revolution des Fleißes, Revolution des Konsums? Leben und Wirtschaften im ländlichen Württemberg von 1650 bis 1800 (= Veröffentlichung des Alemannischen Instituts, Nr. 82, zugl. Schriften zur südwestdeutschen Landeskunde, Bd. 75), Ostfildern 2015, ISBN 978-3-7995-5275-2.
- mit Jürgen Dendorfer, Hans-Peter Widmann: Auf Jahr und Tag. Freiburgs Geschichte im Mittelalter (= Schlaglichter regionaler Geschichte, Bd. 1), Freiburg 2013, ISBN 978-3-7930-5100-8.
- mit Wolfgang Homburger, Wolfgang Kramer, Jörg Stadelbauer: Grenzüberschreitungen. Der alemannische Raum – Einheit trotz der Grenzen (= Veröffentlichung des Alemannischen Instituts, Nr. 80), Ostfildern 2012, ISBN 978-3-7995-0773-8.
- mit Christine Rudolf: Frauen und Geld. Wider die ökonomische Unsichtbarkeit von Frauen, Königstein/Ts. 2008, ISBN 978-3-89741-272-9.
- mit Mascha Riepl-Schmidt und Ute Scherb: Eroberung der Geschichte. Frauen und Tradition, Münster 2007, ISBN 978-3-8258-8953-1.
- mit Verena Wodtke-Werner: Machtgefunkel. Über die Einflußnahme von Frauen. Tagung der Akademie der Diözese Rottenburg-Stuttgart, 4.–6. Dezember 1998 in Stuttgart-Hohenheim, Ostfildern 1999, ISBN 978-3-7966-0966-4.